# Гнилушка (Стубелка)
Гнилу́шка (Стубелка) — річка в Україні, в межах Рівненського району Рівненської області. Права притока Стубазки (Стубли). Річка Гнилушка належить до басейну р. Дніпро — Прип'ять — Горинь — Стубазка (Стубла).

## Опис
Довжина 12 км, похил річки — 1,9 м/км, площа басейну 70,5 км². Довжина річки Гнилушка може змінюватися на відстань близько одного кілометра, залежно від кількості опадів, та пори року. Навесні, або при достатньо вологій погоді в інші сезони, річка бере початок із джерел на луках с. Грушвиця Друга, за 0,6 км на схід від траси Київ — Чоп. В більш посушливий період, витоком Гнилушки є джерела розташовані на заболоченій низинній території в с. Грушвиця Перша, це на 0,7 км на північний-захід від траси. 
Річка рівнинного типу. Характер течії — повільний, рівнинний, швидкість не перевищує 0,3 м/с. Падіння річки — 17 м, похил, приблизно, 1 м/км (висота витоку — 205 м; гирла — 188 м). Ширина річки в окремих ділянках звужується до 70—80 см, але переважно становить 1—1,5 м, найбільшу ширину річка має в районі між селами Грушвиця Перша та Дворовичі внаслідок діяльності бобрів, які з'явилися на річці в 90-х роках ХХ століття. Тут ширина річки становить 5—8 м. 
Річкова долина широка, переважно трапецієподібна. Заплава заболочена, особливо у верхній та нижній частині. Ширина заплави переважно 300—500 м, тераси простягаються до 1-2 км. В нижній течії терас не спостерігається. Річище вирівняне штучним чином. У районі гирла річки проведено меліоративні роботи по типу — осушення відкритими каналами.
Гнилушка не має приток, озер та стариць. На ній споруджено два ставки в с. Грушвиця Перша: перший — площею 14 га, який перебуває у довгостроковій оренді, розташований в центрі села; другий — площею 1,5 га, приватний, в урочищі Карпове займище, має назву «Копанка». 
Перша водойма позиціонується як місце для спортивного вилову риби. Середня глибина близько 1,5 м, ближче до дамби до 2,5 м. Ширина водойми 200—220 м. По середині ставка є острів 50 м довжини і 15 — ширини. 
Більшість джерел збігаються з руслом річки, лише деякі витікають із берегів. Два з них мають назви пов'язані з місцем витоку: «з-під костелу», «біля Янівки». Обидва джерела не впорядковані, мають вигляд заглибин округлої форми. В с. Дворовичі є прирічкова криниця під назвою «Джерело», місцеві жителі вважають, що вона наповнена цілющою водою. 
Русло річки перетинають 7 мостів з насипами, через які проходять 2 автомобільні дороги з твердим покриттям (Київ — Чоп та Рівне — Млинів) та 5 доріг місцевого значення. 
В період Радянського Союзу внаслідок меліоративно-осушувальних робіт довжина річки скоротилася на 4 км. Раніше витік річки був розташований поблизу села Глинськ, що в Здолбунівському районові. 

## Живлення та режим річки

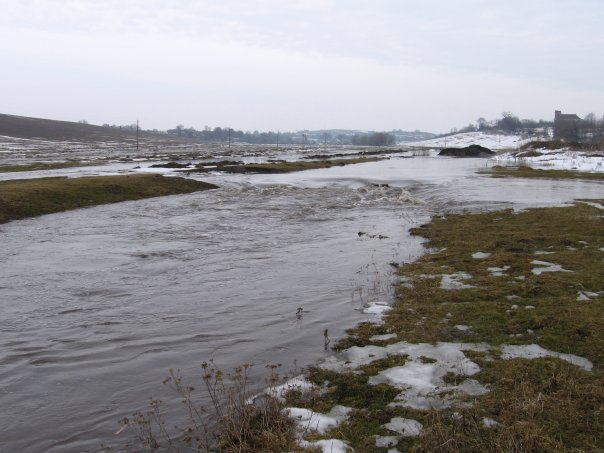
Весняна повінь на річці поблизу Грушвиці Першої

Річка має змішаний тип живлення. Основна частка в ньому припадає на атмосферні опади (сніг і дощ): ними Гнилушка поповнюється переважно навесні та влітку. Загалом переважає снігове живлення. Живлення підземними водами становить не більш як 20 % і переважає взимку та в бездощові періоди. Весняна повінь триває 5 — 7 днів. Тоді вода піднімається на 1-1,5 м і затоплює заплаву річки.

## Розташування
Гнилушка (Стубелка) бере початок поблизу села Грушвиця Перша. Тече в межах північної частини Рівненського плато переважно на північний захід. Впадає до Стубазки (Стубли) біля південно-східної околиці села Заріцьк. 
Річка протікає через села: Грушвиця Перша, Дворовичі, Іваничі, поблизу сіл Мартинівка та Великий Шпаків.

## Легенди та перекази про походження назви річки
Течія річки здавна була досить повільною, вона звивалася і петляла по долині, тому вода дуже часто застоювалася на торфових ґрунтах. Влітку вода набувала неприємного болотного запаху і мала жовто-коричневий колір: гнила вода, гнила річка, Гнилушка. 
В деяких народних переказах поряд з назвою річки Гнилушка, зустрічається назва Грушвиця — річка в заростях груш, або річка, що витікає зі однойменного села (із розповідей жителів с. Іваничі). Також побутує назва Стубелка — річка зі студенними джерелами, що є частинкою Стубли (таку назву вказували деякі жителі с. Грушвиця). 
Річка Гнилушка позначена на картах Рівненщини з кінця XIX століття, проте на жодній з них її назва не вказана. 
Назва річки трапляється в краєзнавчій літературі Рівненського району. В книзі Я. О. Пура «Край наш у назвах» писав: «Околиця Іванич в основному низинна рівнина, зі сходу оперта до боліт заплави Гнилушки», а також «…можна увійти до володінь села Грушвиці Другої — колишньої чеської колонії при лівому березі Гнилушки». У книзі «Історія та легенди сіл Рівненського району» М. Бендюк зазначає: «Гнилушка — річечка, що витікає за Грушвицею і впадає під Заріцьком до Стубли, має місцями неприємний (гнилий) запах води».